# Попов, Николай Фёдорович (рабочий)
Николай Фёдорович Попов — советский хозяйственный и государственный деятель, лауреат Государственной премии СССР за выдающиеся достижения в труде.

## Биография
Родился в 1932 году на территории современной Воронежской области. Член КПСС.
В 1954—1992 годах — токарь Воронежского экскаваторного завода имени Коминтерна, бригадир токарей Воронежского производственного объединения имени Коминтерна Министерства тракторного и сельскохозяйственного машиностроения СССР.
За выдающиеся достижения в машиностроительном производстве на основе повышения эффективности использования производственных мощностей был в составе коллектива удостоен Государственной премии СССР за выдающиеся достижения в труде 1979 года.
Заслуженный машиностроитель РСФСР.
Жил в Воронеже.

## Награды
- Орден Ленина (1986)
- Орден Октябрьской Революции